# Club Voleibol Industriales de Valencia
El Club Voleibol Industriales de Valencia, también conocido como Industriales Valencia Volleyball Club o simplemente Industriales de Valencia, es uno de los 6 equipos fundadores de la Liga Venezolana de Voleibol con sede en la ciudad de Valencia. Disputa sus partidos en el Forum de Valencia.

## Historia
El club fue creado en el año 2011 con sede en la ciudad venezolana de Valencia, en el estado Carabobo, al centro norte de Venezuela. Debe su nombre al apodo de esa localidad llamada Ciudad industrial de Venezuela. Es ese mismo año fue finalista junto al equipo Huracanes de Bolívar cayendo en la final y quedándose con el Subcampeonato de la primera edición del torneo.
En el 2012 clasifica de nuevo a la ronda semifinal pero es derrotado en 2 juegos ante su adversario Aragua Voleibol Club.